# Coupe du monde de skeleton 2023-2024
Navigation
Édition précédente Édition suivante
La coupe du monde de skeleton 2023-2024 est la 38e édition de la Coupe du monde de skeleton, compétition de skeleton organisée annuellement par la Fédération internationale de bobsleigh et de tobogganing.
Elle se déroule entre le 17 novembre 2023 et le 24 mars 2024 sur 8 étapes organisées en Asie, en Europe et en Amérique du Nord en coopération avec la Coupe du monde de bobsleigh.
Les championnats du monde de skeleton se déroulent à Winterberg entre le 19 février 2024 et le 3 mars 2024.
Les vainqueurs du classement général hommes et femmes se voient remettre un gros Globe de cristal.
En raison de l'Invasion de l'Ukraine par la Russie en 2022, les athlètes russes et biélorusses sont interdits pour une seconde année consécutive de compétition pour toute la saison.

## Programme de la saison
Lors de chaque week-end de compétition, une épreuve masculin et une épreuve féminine sont organisées.

## Attribution des points
Les manches de Coupe du monde donnent lieu à l'attribution de points, dont le total détermine le classement général de la Coupe du monde.
Ces points sont attribués selon cette répartition :
| Place  | 1   | 2   | 3   | 4   | 5   | 6   | 7   | 8   | 9   | 10  | 11  | 12  | 13  | 14  | 15  | 16 | 17 | 18 | 19 | 20 | 21 | 22 | 23 | 24 | 25 | 26 | 27 | 28 | 29 |
| ------ | --- | --- | --- | --- | --- | --- | --- | --- | --- | --- | --- | --- | --- | --- | --- | -- | -- | -- | -- | -- | -- | -- | -- | -- | -- | -- | -- | -- | -- |
| Points | 225 | 210 | 200 | 192 | 184 | 176 | 168 | 160 | 152 | 144 | 136 | 128 | 120 | 112 | 104 | 96 | 88 | 80 | 74 | 68 | 62 | 56 | 50 | 45 | 40 | 36 | 32 | 28 | 24 |

## Classement Général[2]
| Rang  | Nom                  | Points | Victoire(s) |
| ----- | -------------------- | ------ | ----------- |
| [ 3 ] | Matt Weston          | 1523   | 1           |
| 2     | Christopher Grotheer | 1494   | 2           |
| 3     | Yin Zheng            | 1453   | 3           |
| 4     | Jung Seung-gi        | 1269   | 1           |
| 5     | Marcus Wyatt         | 1254   |             |

| Rang  | Nom                 | Points | Victoire(s) |
| ----- | ------------------- | ------ | ----------- |
| [ 4 ] | Kimberley Bos       | 1570   | 2           |
| 2     | Kim Meylemans       | 1364   |             |
| 3     | Valentina Margaglio | 1270   |             |
| 4     | Janine Flock        | 1248   |             |
| 5     | Tina Hermann        | 1242   | 2           |

## Calendrier
| 1. Yanqing (17 novembre 2023) |                      |             |                |
| Épreuve                       | Vainqueur            | Deuxième    | Troisième      |
| Hommes                        | Christopher Grotheer | Chen Wenhao | Yan Wengang    |
| Femmes                        | Tina Hermann         | Zhao Dan    | Mirela Rahneva |

| 2. La Plagne (8 décembre 2023) |                  |             |                                   |
| Épreuve                        | Vainqueur        | Deuxième    | Troisième                         |
| Hommes                         | Jung Seung-gi    | Matt Weston | Marcus Wyatt Christopher Grotheer |
| Femmes                         | Tabitha Stoecker | Mystique Ro | Kimberley Bos                     |

| 3. Igls (15 décembre 2023) |               |                     |                  |
| Épreuve                    | Vainqueur     | Deuxième            | Troisième        |
| Hommes                     | Matt Weston   | Jung Seung-gi       | Felix Keisinger  |
| Femmes                     | Kimberley Bos | Valentina Margaglio | Tabitha Stoecker |

| 4. Saint-Moritz (12 janvier 2024) |                                          |                                          |                                           |
| Épreuve                           | Vainqueur                                | Deuxième                                 | Troisième                                 |
| Hommes                            | Amedeo Bagnis                            | Christopher Grotheer                     | Jung Seung-gi                             |
| Femmes                            | Kimberley Bos                            | Valentina Margaglio                      | Katie Uhlaender                           |
| Mixte                             | Italie Valentina Margaglio Amedeo Bagnis | Allemagne Susanne Kreher Felix Keisinger | Allemagne Jacqueline Pfeifer Felix Seibel |

| 5. Lillehammer (26 janvier 2024) |                      |             |               |
| Épreuve                          | Vainqueur            | Deuxième    | Troisième     |
| Hommes                           | Christopher Grotheer | Axel Jungk  | Felix Seibel  |
| Femmes                           | Hannah Neise         | Mystique Ro | Kimberley Bos |

| 6. Sigulda (1er février 2024) |                |               |              |
| Épreuve                       | Vainqueur      | Deuxième      | Troisième    |
| Hommes                        | Yin Zheng      | Marcus Wyatt  | Matt Weston  |
| Femmes                        | Mirela Rahneva | Kim Meylemans | Hannah Neise |

| 7. Altenberg (16 février 2024) |                                     |                                           |                                                                                       |
| Épreuve                        | Vainqueur                           | Deuxième                                  | Troisième                                                                             |
| Hommes                         | Yin Zheng                           | Christopher Grotheer                      | Matt Weston                                                                           |
| Femmes                         | Tina Hermann                        | Susanne Kreher                            | Mystique Ro                                                                           |
| Mixte                          | Allemagne Susanne Kreher Axel Jungk | Tchéquie Anna Fernstädt Timon Drahonovsky | États-Unis Katie Uhlaender Austin Florian Allemagne Hannah Neise Christopher Grotheer |

|                                                                        |  |  |  |  |  |  |
| Winterberg Championnats du monde IBSF 2024 (19 février au 3 mars 2024) |  |  |  |  |  |  |
|                                                                        |  |  |  |  |  |  |

| 8. Lake Placid (21 mars 2024) |             |               |               |
| Épreuve                       | Vainqueur   | Deuxième      | Troisième     |
| Hommes                        | Yin Zheng   | Marcus Wyatt  | Amedeo Bagnis |
| Femmes                        | Mystique Ro | Kim Meylemans | Kimberley Bos |

### Résultats officiels
1. ↑  (en) « Yanqing : Men´s Skeleton », sur ibsf.org, 17 novembre 2023 (consulté le 22 novembre 2023).
2. ↑  (en) « Yanqing : Women´s Skeleton », sur ibsf.org, 17 novembre 2023 (consulté le 22 novembre 2023).
3. ↑  (en) « La Plagne : Men´s Skeleton », sur ibsf.org, 8 décembre 2023 (consulté le 11 décembre 2023).
4. ↑  (en) « La Plagne : Women´s Skeleton », sur ibsf.org, 8 décembre 2023 (consulté le 11 décembre 2023).
5. ↑  (en) « Innsbruck : Men´s Skeleton », sur ibsf.org, 15 décembre 2023 (consulté le 18 décembre 2023).
6. ↑  (en) « Innsbruck : Women´s Skeleton », sur ibsf.org, 15 décembre 2023 (consulté le 18 décembre 2023).
7. ↑  (en) « Saint-Moritz : Men´s Skeleton », sur ibsf.org, 12 janvier 2024 (consulté le 16 janvier 2024).
8. ↑  (en) « Saint-Moritz : Women´s Skeleton », sur ibsf.org, 12 janvier 2024 (consulté le 16 janvier 2024).
9. ↑  (en) « Saint-Moritz : Skeleton Mixed Team », sur ibsf.org, 12 janvier 2024 (consulté le 16 janvier 2024).
10. ↑  (en) « Lillehammer : Men´s Skeleton », sur ibsf.org, 26 janvier 2024 (consulté le 31 janvier 2024).
11. ↑  (en) « Lillehammer : Women´s Skeleton », sur ibsf.org, 26 janvier 2024 (consulté le 31 janvier 2024).
12. ↑  (en) « Sigulda : Men´s Skeleton », sur ibsf.org, 2 février 2024 (consulté le 5 février 2024).
13. ↑  (en) « Sigulda : Women´s Skeleton », sur ibsf.org, 2 février 2024 (consulté le 5 février 2024).
14. ↑  (en) « Altenberg : Men´s Skeleton », sur ibsf.org, 16 février 2024 (consulté le 21 février 2024).
15. ↑  (en) « Altenberg : Women´s Skeleton », sur ibsf.org, 16 février 2024 (consulté le 21 février 2024).
16. ↑  (en) « Altenberg : Skeleton Mixed Team », sur ibsf.org, 16 février 2024 (consulté le 21 février 2024).
17. ↑  (en) « Lake Placid : Men´s Skeleton », sur ibsf.org, 21 mars 2024 (consulté le 25 mars 2024).
18. ↑  (en) « Lake Placid : Women´s Skeleton », sur ibsf.org, 21 mars 2024 (consulté le 25 mars 2024).